# Holzen (Kandern)
Holzen ist ein Teilort der Stadt Kandern im südlichen Schwarzwald in Baden-Württemberg.

## Geografie und Lage
Holzen liegt westlich des Kandertals und westlich des Wollbacher Nebenorts Hammerstein sowie östlich von Tannenkirch auf einer leichten Anhöhe inmitten der Markgräfler Hügellandschaft am Rande der breiten Feuerbachmulde. Holzen liegt knapp fünf Kilometer südöstlich von Kandern entfernt.
Der besiedelte Bereich Holzens ist ausgedehnt, jedoch eher locker bebaut und wird von der Behlen- und Burgstraße als nördliche Durchgangsachse durchzogen. Im Süden wird der Ort von der Talstraße (Kreisstraße 6319) als Hauptleitlinie erschlossen. Beide Achsen treffen im Osten auf die von Süden nach Norden verlaufende Kreisstraße 6351, die Fischingen und Riedlingen miteinander verbindet. Der alte Ortskern wird durch die Verbindungen „Weiherweg“ und „Im Rebacker“ nach Norden erweitert.

## Geologie
Eine von Hertingen über Holzen nach Hammerstein, also NW-SO verlaufende Verwerfung setzt dem Kanderner Jurabergland im S ein Ende. Südlich dieser Linie ist der massige Korallenkalk (Oxford/Rauracium) von Burgholz, Behlen und Suffert tief versenkt und überdeckt von den Schichten, die in der Tertiärzeit im sich herausbildenden Oberrheingraben abgelagert wurden. Diese Tertiärsedimente sind auf der Gemarkung Feinsandsteine der Elsässer Molasse sowie Tone und Mergel der Froidefontaine-Formation (Rupel). Letztere sind Flachwassersedimente aus der Zeit, als das Meer in den Oberrheingraben eingedrungen war (vor etwa 30 Mio. Jahren). Die Elsässer Molasse besteht dagegen aus Schwemmlandsedimenten, die nach Rückzug dieses Meeres abgesetzt wurden. Allerdings sind diese (in Schollen zerbrochenen) Tertärschichten im Markgräflerland durch eine teilweise sehr dicke Lössschicht (bei Huttingen in einer Bohrung 23 m!) dem Blick weitgehend entzogen. Löss ist Feinstmaterial, das in den Kaltzeiten aus den Schotterfeldern der Rheinebene verweht und im Umland deponiert wurde.

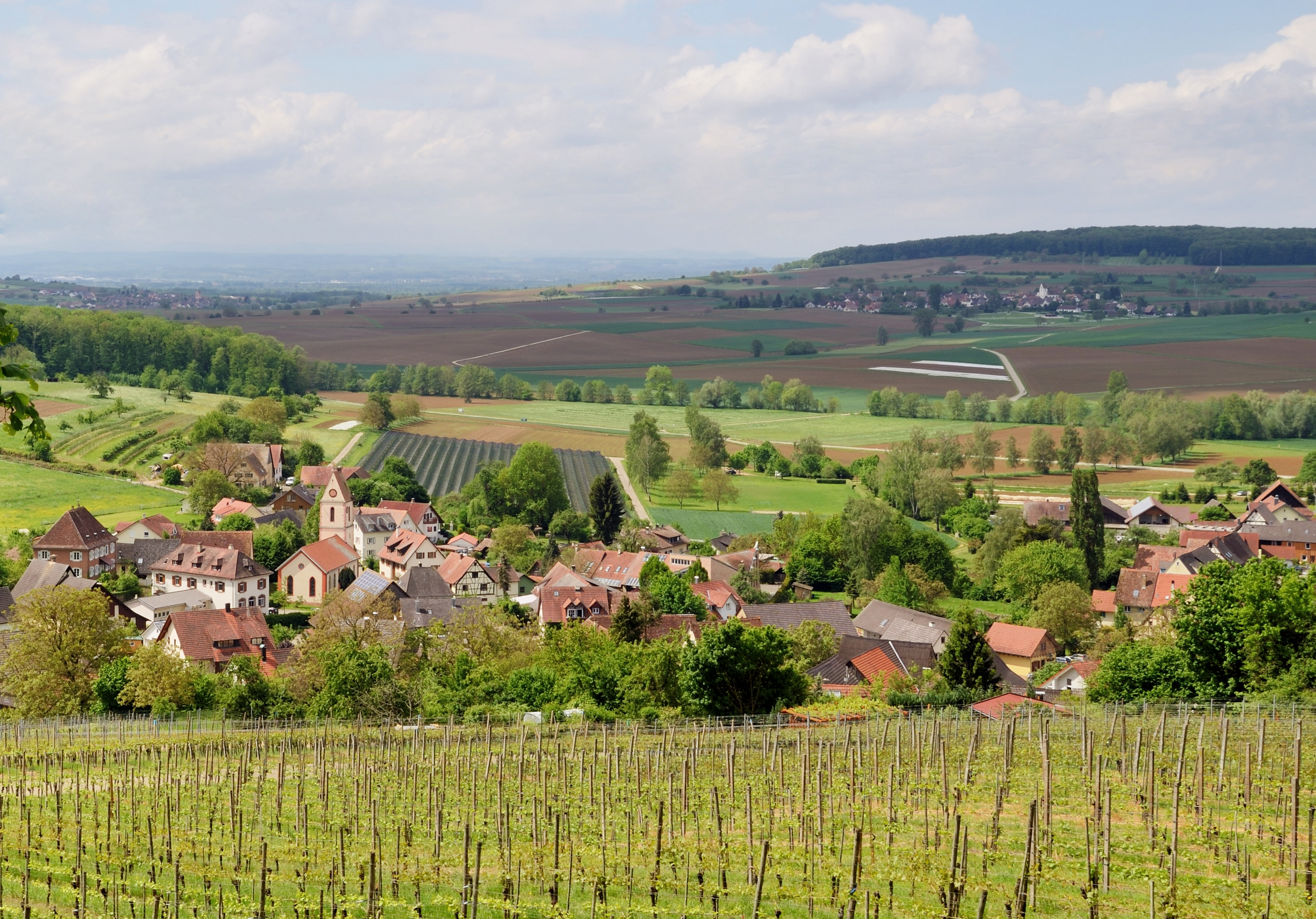
Kandern-Holzen von Norden

Während die Lösslandschaft westlich des Feuerbaches ihrer Fruchtbarkeit wegen als Ackerland genutzt wird, ist die Korallenkalkplatte (etwa 160 Mio. Jahre alt) von Suffert, Behlen, Burgholz mit Wald bedeckt. Sichtbar sind diese Korallenkalke (Oberjura) im Steinbruch am oberen Rebackerweg und als einzelne Felspartien im Wald von Behlen/Burgholz, auch im Steinbruch beim Christianswuhr im Kandertal.
Eine Verwerfung im Büttental senkt den Südrand der Korallenkalkplatte soweit ab, dass überm und im Rebberg und um den Waldrand des Burgholz noch Konglomerate des älteren Oligozäns (Pechelbronn-Formation) anstehen. Am Südhang über dem Dorf wachsen Reben und Obst, ebenso am Westhang über dem Feuerbachtal, wo unter dem Löss Tone und Mergel des Mitteljura (Dogger) den Untergrund bilden.
Die Anhöhen nordöstlich des Dorfes tragen weithin eine Lehmdecke, in der sich hangabwärts gewanderte (solifluierte) Gerölle befinden. Diese stammen von einem Fluss, der im älteren Eiszeitalter hoch über dem Niveau der jetzigen Flussläufe seine Schotter hinterlassen hatte.
Die auffallenden Felsgebilde im Behlenwald sind wie bei der Wolfsschlucht Karsterscheinungen im Korallenkalk, deren Entstehung weit zurückreicht (alte Landoberfläche vor der Rheingrabenbildung). Aus der frühen Tertiärzeit (Eozän) stammen die in gelbbraune oder (in Karsthohlräumen) tiefrote Tone eingebetteten Bohnerze, nach denen hier bis zur Mitte des 19. Jahrhunderts gegraben wurde. Die Grabungslöcher (Pingen), Stollen und Abraumhalden sind heute im Behlen-Wald noch gut zu erkennen.

## Geschichte

### Ursprung
Die älteste bekannte urkundliche Erwähnung stammt aus dem Jahr 1275 unter dem Namen Holzhain (1283 villa de Holzhein, 1324 Holzhain). Aufgrund von Funden die in die Jungsteinzeit zu datieren sind (Steinbeile, Jaspisspitzen) wird eine schon deutlich frühere menschliche Besiedelung angenommen. Es gibt auch Anzeichen dafür, dass bereits in keltischer und römischer Zeit Bergbau betrieben wurde.
Die Markgrafen von Hachberg-Sausenberg erlangten Anfang des 14. Jahrhunderts die Landeshoheit über Holzen und erwarben im Laufe der Zeit auch die Grundherrschaft. Administrativ gehörte Holzen zum Oberamt Rötteln. Bis Ende des 18. Jahrhunderts hatte Holzen ein gemeinsames Gericht mit Mappach. 1809 wurde es dem Bezirksamt Kandern und 1819 dem Amt Lörrach zugeordnet.

### Die Konterrevolution in Holzen
Während der zweiten badischen Erhebung unter Gustav Struve im September 1848 widersetzte sich die Holzener Bürgerwehr den Aufforderungen mit den Revolutionstruppen zu ziehen und nach deren Niederlage bei Staufen im Breisgau sicherten die Wehrmänner die Rheinbrücke bei Hüningen um das Einsickern deutscher Freischaren aus Frankreich zu verhindern.

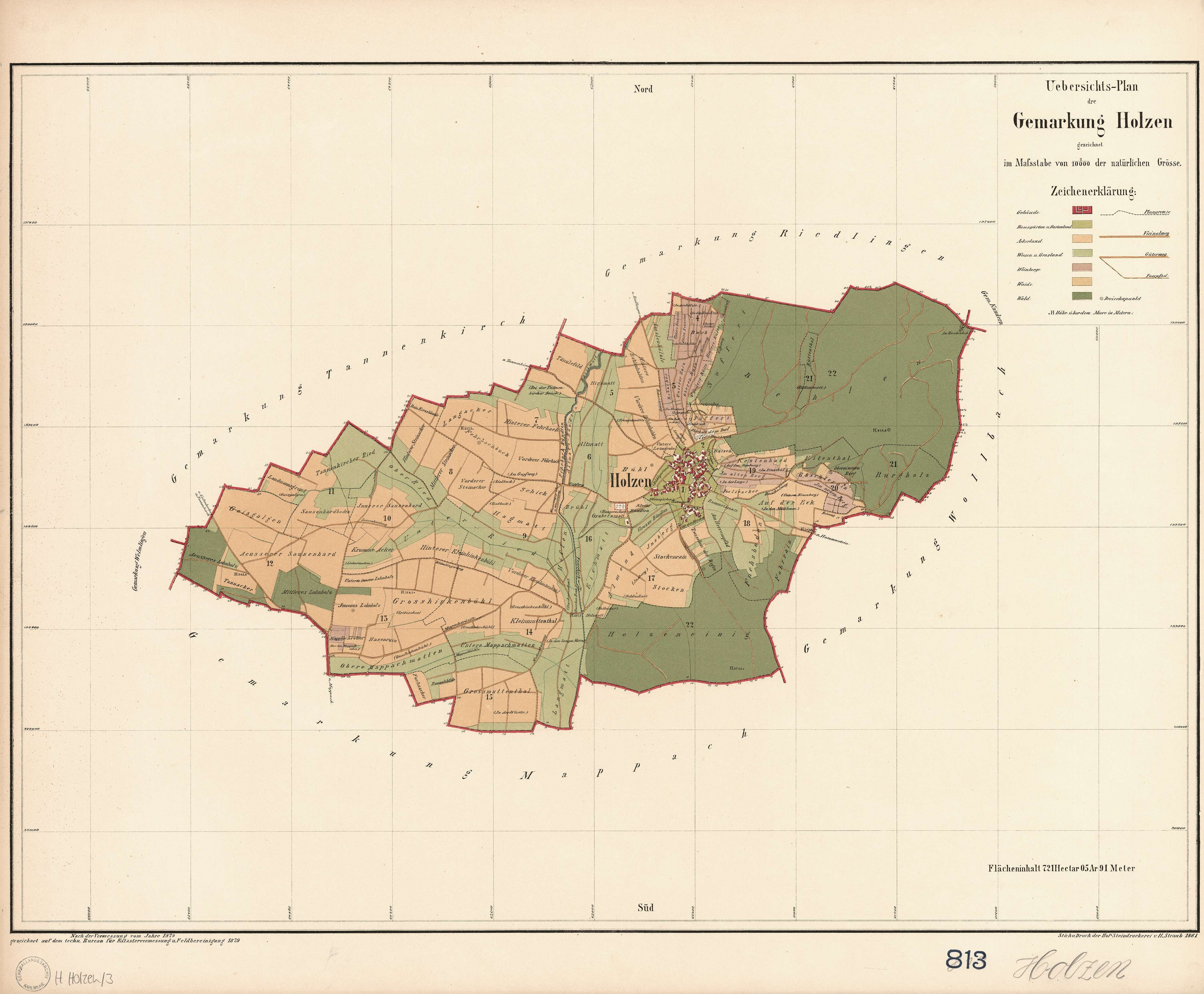
Karte von Holzen (1879)

Während der badischen Militärrevolte 1849 – auch als dritte badische Erhebung bekannt – organisierte der Bürgermeister von Kandern, Schanzlin, am 24. Juni 1849 in Binzen eine Zusammenkunft mit anderen Bürgermeistern organisiert, um zu beraten, ob man den Befehlen der Badischen Revolutionsregierung – das erste Aufgebot der Bürgerwehren zur Revolutionsarmee ins badische Unterland zu schicken – nachkommen solle. Am 24. Juni versammelten sich vormittags auch die bewaffneten Mannschaften von Riedlingen, Holzen und Tannenkirch in Riedlingen. Die Sammlung bewaffneter Kräfte wurde damit begründet, dass man gemeinsam exerzieren wolle. Tatsächlich wollte man sich gegen die angedrohten Maßnahmen wegen ihrer Weigerung zur Beteiligung am Aufstand verteidigen. Aus Freiburg im Breisgau rückte unter dem Obersten Raquilliet eine 150 Mann starke Truppe der Revolutionsregierung an um die Wehrmänner aus Kandern und Umgebung zum Abmarsch zur Revolutionsarmee zu zwingen. Hauptmann Keller von den revolutionären Truppen forderte die auf der Straße in Riedlingen versammelten Wehrmänner auf die Waffen niederzulegen und drohte Gewaltmaßnahmen an. Nachdem der Aufforderung keine Folge geleistet wurde, gab er seinen Truppen den Feuerbefehl. Der Wehrmann Johann Friedrich Silbereisen aus Holzen wurde dabei erschossen und Thomas Feuchter – ebenfalls aus Holzen – wurde schwer verwundet. Die Wehrmänner erwiderten das Feuer, wobei auch Hauptmann Keller von den Revolutionstruppen getötet wurde. Die Revolutionstruppen zogen sich daraufhin zurück, kamen aber am Folgetag mit einem 1 000 Mann starken Aufgebot zurück, das hauptsächlich aus dem zweiten Aufgebot der Freiburger Bürgerwehr bestand und auch Kanonen mitführte und unter dem Befehl von Karl von Rotteck jr. stand. Es gibt Berichte über zahlreiche Übergriffe der Freiburger Bürgerwehr. Silbereisen wurde am 26. Juni in aller Stille bestattet und erst nach Niederschlagung des Aufstandes fand am 19. August 1849 in Holzen eine große Trauerfeier statt. Die großherzogliche Regierung sprach in einem Schreiben vom 26. Januar 1850 den „Gemeinden Holzen, Riedlingen, Kandern, Tannenkirch, Mappach, Wollbach und Hertingen wegen ihres während der revolutionären Gewaltherrschaft an den Tag gelegten mutigen, gesetzlichen und verfassungstreuen Verhaltens“ ihre Anerkennung aus. Besonders hervorgehoben wird in dem Schreiben auch der Dragoner Georg Bauer aus Holzen, der ein Anführer der Wehrmänner war.

### Eingemeindung

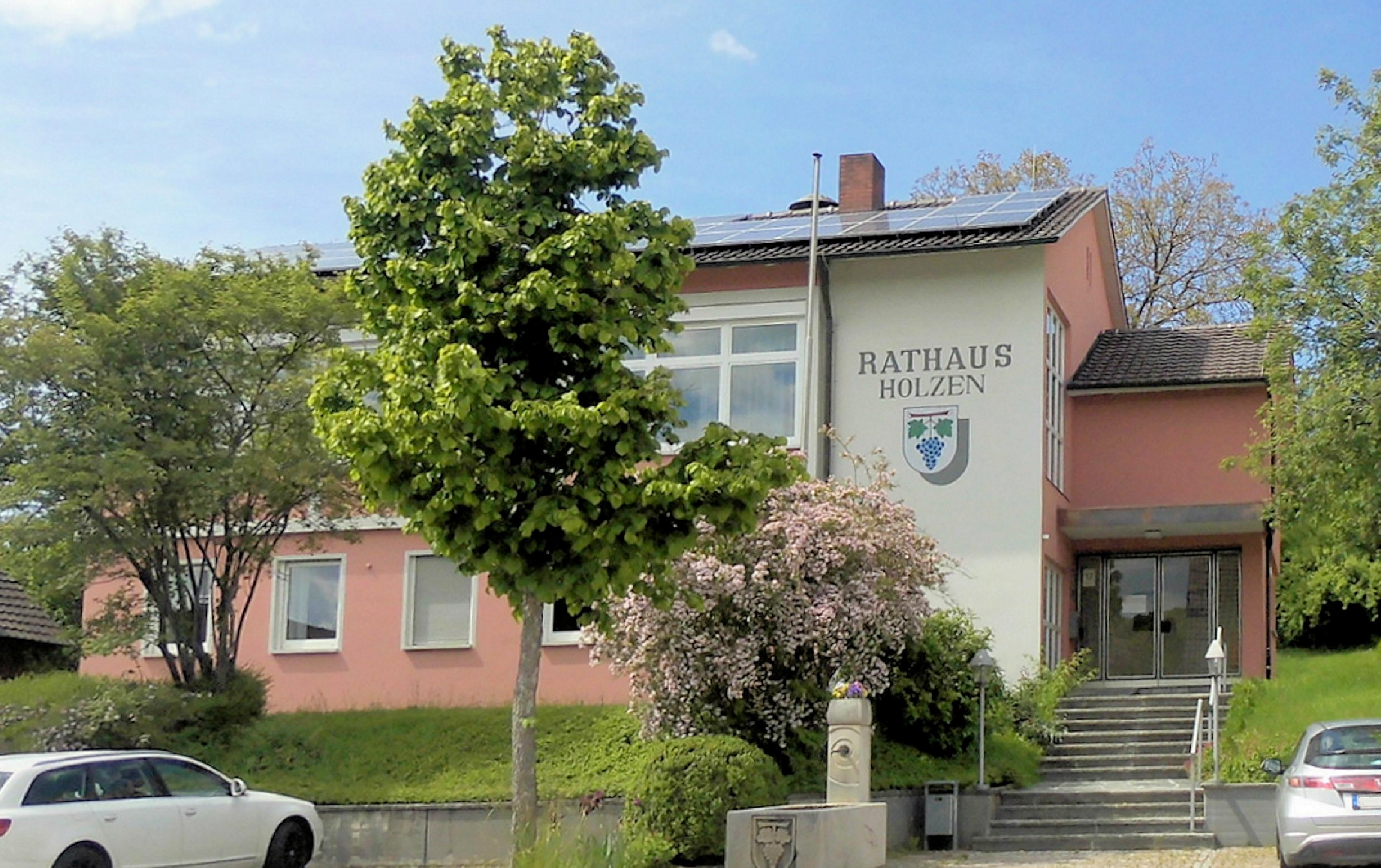
Ortsverwaltung Holzen

Holzen ist seit der Verwaltungsreform am 1. März 1974 ein Teilort der Stadt Kandern im baden-württembergischen Landkreis Lörrach. Die Zustimmung der Gemeinde zum Anschluss erfolgte nur unter der Androhung, dass ansonsten allenfalls eine Zwangseingliederung erfolgen würde. Einen gewissen Einfluss auf ihre Geschicke konnte die ehemalige Gemeinde über ihren Ortschaftsrat wahren.

## Kultur und Sehenswürdigkeiten

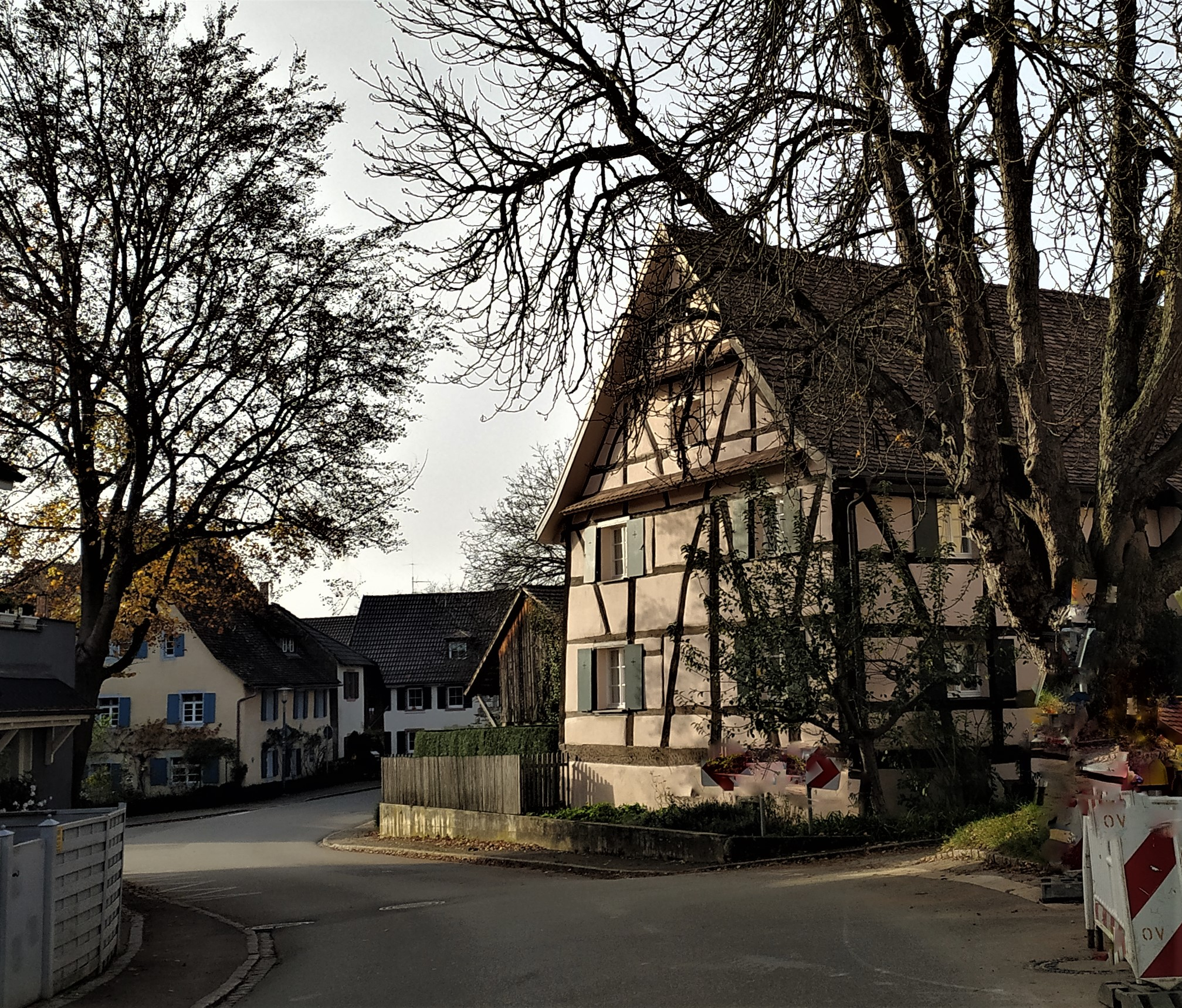
Ortsbild Holzen

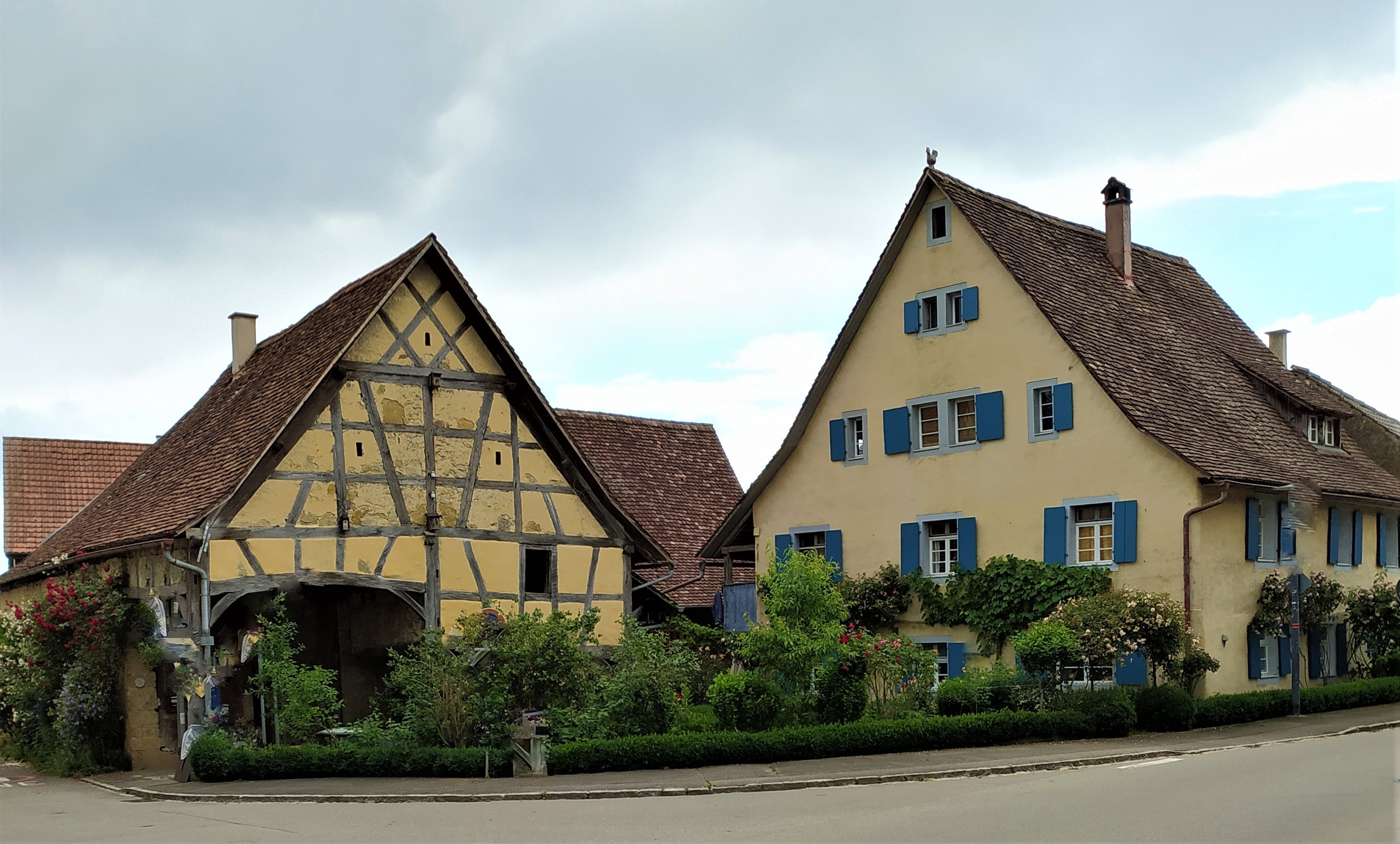
Ortsbild Holzen

### Senioren-Universität
Die Seniorenuniversität Holzen wurde 1997 eröffnet. Der damalige Minister für Wissenschaft und Kunst des Landes Baden-Württemberg, Klaus von Trotha, nahm an der Eröffnung teil. Keimzelle war das von dem Künstler Martin Rabe 1991 ins Leben gerufene Symposium Holzen. Er öffnete periodisch sein Atelier und veranstaltete Diskussionsrunden über Kunstthemen. Der Wissenschaftshistoriker Ernst Peter Fischer war langjähriger Vizepräsident des Trägervereins zur Gründung der privaten Hochschule Holzen. Konzipiert waren drei Studienjahre mit jeweils drei zweimonatigen Trimestern. Die Hochschule hatte fünf Planstellen für Dozenten und war für 50–100 Studenten eingerichtet.
2002 musste die Hochschule Insolvenz anmelden – ein Insolvenzverfahren wurde mangels Masse nicht eröffnet. Nachdem ein Nachfolgeprojekt nach kurzer Zeit ebenfalls in Konkurs ging, betrieb ab 2005 die Rudolf Steiner Akademie eine private Hochschule mit einem Vortragsprogramm. Seit 2011 unterhält der TeachBeyond Deutschland e. V., bis 2015 unter dem Namen Janz Team, in dem Hochschulgebäude ein Schulungszentrum für christliche Musiker.

### Storchengehege

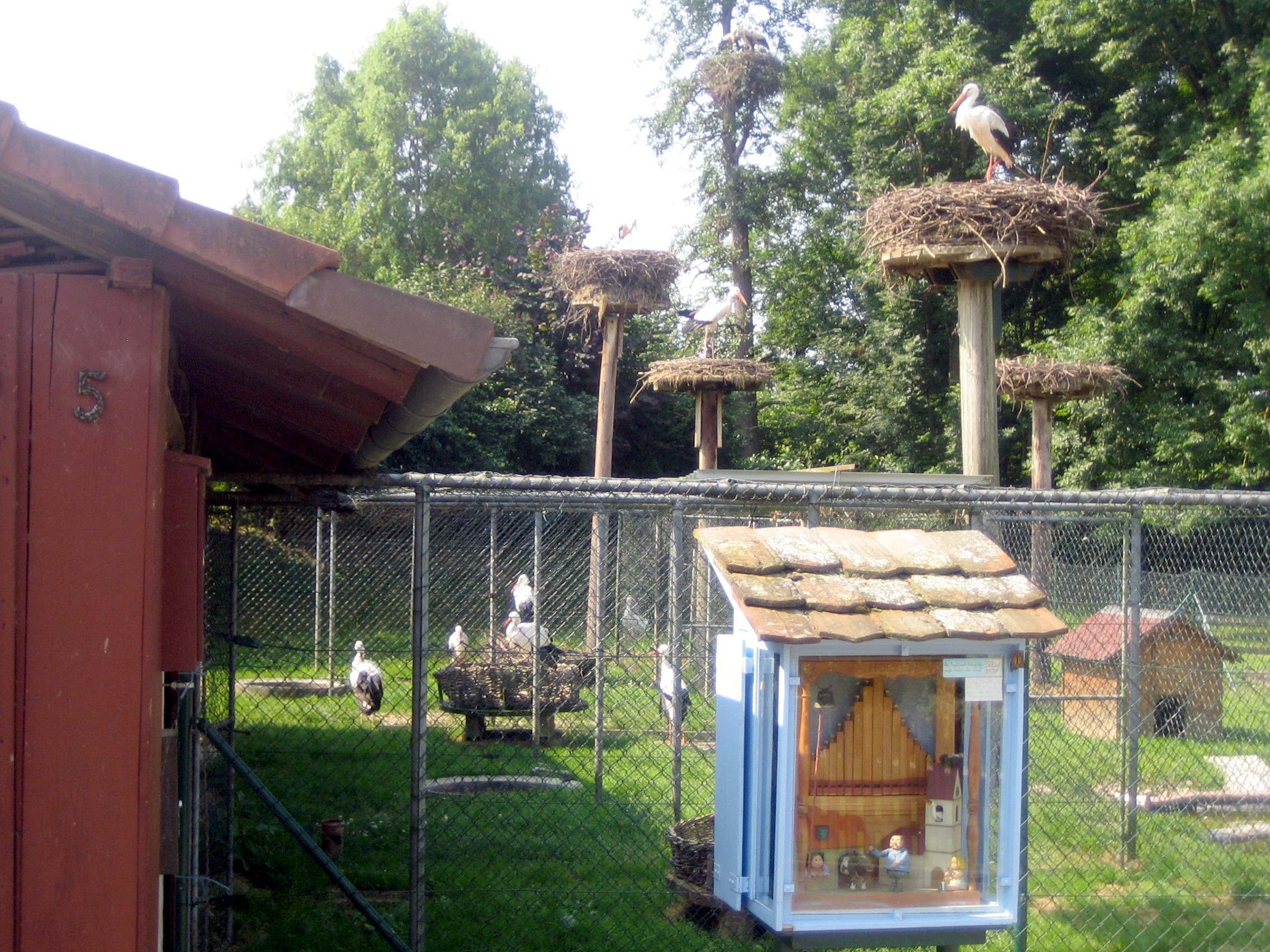
Storchengehege in Kandern-Holzen

Holzen hat den Beinamen Storchendorf, da dort seit 1979 Störche in einem Gehege angesiedelt werden. Bis 1977 hatte das Dorf auf dem Kirchturm Störche, die als Zugvögel jedes Jahr wegzogen. Nachdem sie sich 1977 nicht wieder ansiedelten, wurden Überlegungen angestellt, wie man wieder Störche anlocken könnte. Da Störche sich gerne in der Nähe von Artgenossen niederlassen, wurde auf einem kostenlos zur Verfügung gestellten Grundstück ein Storchengehege erstellt. Die ersten sechs Storchenpaare bekam man aus dem Gehege im solothurnischen Altreu, wo seit 1948 Störche angesiedelt wurden. Durch die Winterfütterung gab es für die Störche keinen Anlass mehr sich auf den gefährlichen Zug nach Süden einzulassen und etwa 20 Nester sind ganzjährig besetzt. Gleichwohl begeben sich eine Anzahl der jährlich etwa 40 Jungstörche im Herbst auf die Reise nach Afrika. Viele Störche bleiben dauerhaft im Markgräflerland, wo sie heute wieder auf vielen Kirchtürmen heimisch sind. Das Gehege betreut etwa 30 Störche. Die Finanzierung erfolgt durch Spenden und die Einnahmen aus dem alle zwei Jahre durchgeführten Storchenfest.

### Feste und Vereine

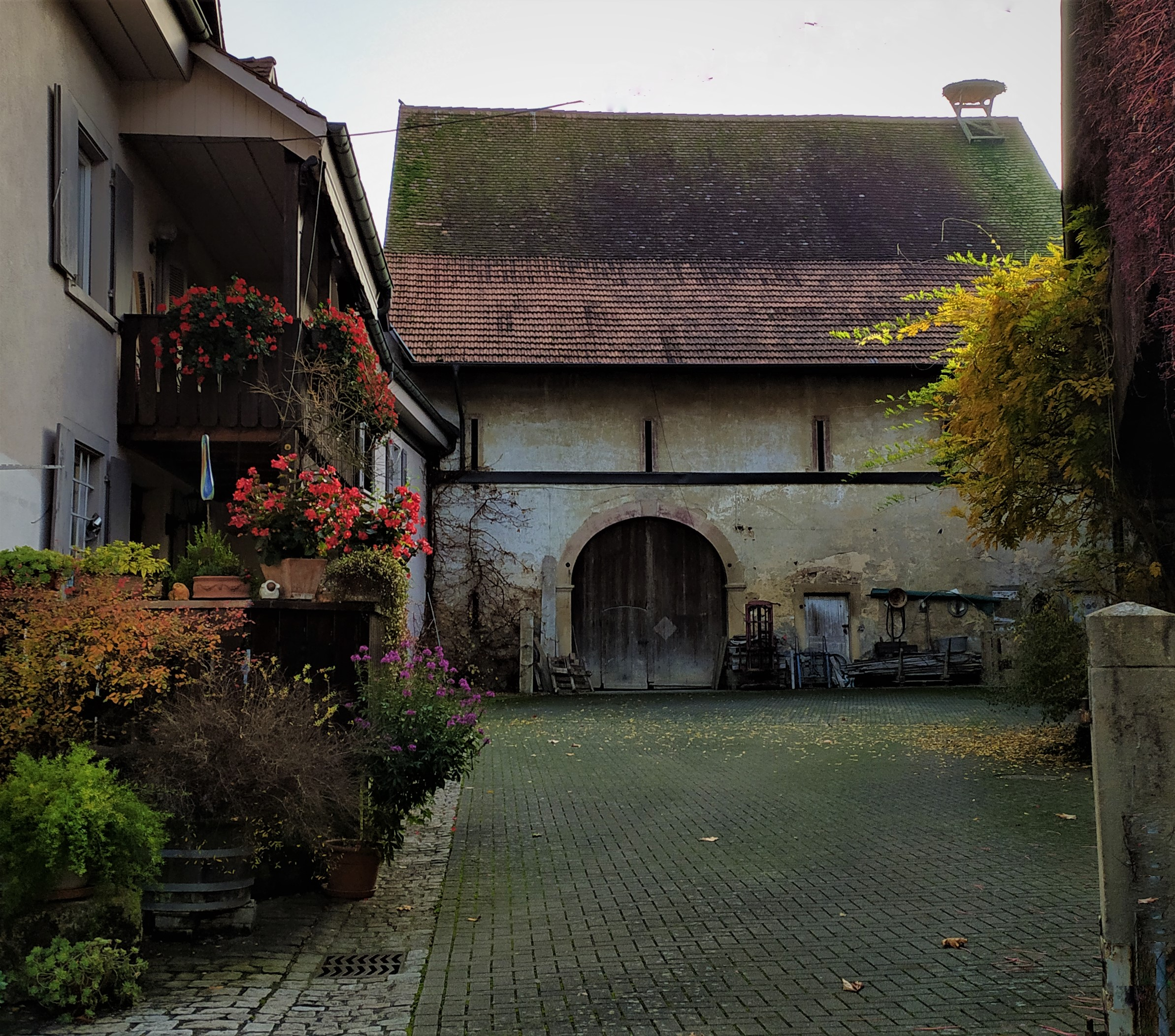
Ortsbild Holzen, Hofanlage

Neben dem alle zwei Jahre stattfindenden Storchenfest übt der Kunsthandwerkermarkt eine Anziehungskraft auf das Umland aus. Neben der Feuerwehr, sind ein Gesangverein mit Kinderchor, die Sportschützen, der Kinder- und Jugendverein und der Frauenverein tätig.

## Wirtschaft
Die Gemeinde hatte größeren Waldbesitz, teilweise zusammen mit Riedlingen. Der eigene Wald ist bekannt für seine Eichenbestände. Auf dem Gemeindegebiet wurde schon in keltischer Zeit und bis etwa 1862 Eisenerz abgebaut. Das Doggererz wurde zunächst im Tagebau und später über Stollen und Schächte gefördert. Die weitere Verarbeitung erfolgte in den Erzütten von Hausen im Wiesental, Kandern und Albbruck. In der Landwirtschaft dominierte der Getreideanbau vor dem Weinbau. Von 1790 bis 1896 gab es in Holzen auch eine Ziegelei.
Das in Freiburg angesiedelte Fraunhofer-Institut für Kurzzeitdynamik (EMI) betreibt in Holzen eine Außenstelle.

## Persönlichkeiten
Von 1985 bis zu seinem Tod 2023 lebte und arbeitete der Bildhauer Max Sauk in Holzen.